# 反応速度論
反応速度論（はんのうそくどろん、英語: chemical kinetics）とは、反応進行度の時間変化（速度）に関する物理化学の一分野である。物体の速度を扱う力学との類推で、かつては化学動力学と呼ばれていた。反応速度論の目的は反応速度を解析することで、反応機構や化学反応の物理科学的本質を解明することにあった。今日においては原子あるいは分子の微視的運動状態は、巨視的な反応速度解析に頼ることなく、量子化学などの理論に基づき計算化学的な手法で評価する分子動力学によって解明できるようになっている。それゆえ、今日の反応速度論は、学術的真理の探求のための手法というよりも実際の化学反応を制御するための基礎理論として利用されている。
なお、反応速度の求め方については記事、反応速度に詳しい。

## 反応速度のモル濃度依存性
化学において、反応速度が系統的に研究されたのは19世紀中旬以降であり、1850年ドイツの化学者ウィルヘルミーによる酸触媒存在下にショ糖の加水分解反応の速度についての研究が反応速度研究の先駆けとされる。ウィルヘルミーは加水分解によりショ糖の旋光度が右旋性から左旋性へと連続的に変化する性質を利用して物質量変化を観測した。その結果、実験条件を一定にすると反応速度はショ糖濃度に比例することを見出した（反応速度・擬1次反応を参照）。
1862年にはフランス人化学者マルセラン・ベルテロとL・サンジルが酢酸エチルのエステル化反応と加水分解反応の反応速度を解析して、酢酸とエタノールから酢酸エチルが生成する速度は酢酸濃度とエタノール濃度の積に比例し（反応速度・2次反応を参照）、酢酸エチルが加水分解する速度は酢酸エチル濃度に比例する（反応速度・擬1次反応を参照）ことを実験的に見出した。

### 質量作用の法則（化学平衡の法則）
1864年、ノルウェーのグルベルグとP・ボーゲは、反応速度について理論構築を試みた。化学反応が物質間のある種の親和力により引き起こされ、その親和力は反応する分子の周囲にある物質量に比例するとして反応速度を定式化して、化学平衡の関係式を導いた。
反応式
{\displaystyle p{\rm {A}}+q{\rm {B}}+\cdots \longrightarrow r{\rm {X}}+s{\rm {Y}}+\cdots }
において反応速度（正反応をv 、逆反応をv' とする）はモル濃度 [A], ... のべき関数で表され
{\displaystyle v=k[{\rm {A}}]^{p}[{\rm {B}}]^{q}\cdots }
{\displaystyle v'=k'[{\rm {X}}]^{r}[{\rm {Y}}]^{s}\cdots }
となる。平衡状態においては正反応と逆反応の速度は一致する（v = v' ）ので、次が成り立つ：
{\displaystyle K={\frac {k}{k'}}={\frac {[{\rm {X}}]^{r}[{\rm {Y}}]^{s}\cdots }{[{\rm {A}}]^{p}[{\rm {B}}]^{q}\cdots }}}
グルベルグとボーゲは、化学平衡式とその基となる反応速度式が物質量のみで決定付けられることからこの関係を質量作用の法則（しつりょうさようのほうそく、en:Law of mass action）と呼んだ。ただしこの法則の和名は「mass」の誤訳であることが知られており、近年では化学平衡の法則への名称変更が提唱されている。
なお、質量作用の法則における化学平衡式は常に成立するものの、導出に用いた反応速度式自体は複合反応の場合や高い濃度においては乖離を示した。それは複合反応は多段階で進行するのでグルベルグとボーゲの仮定が成立せず、単純反応の場合であっても反応速度式の濃度項は実際には熱力学的影響を考慮した活動度（活量）で補正する必要がある為である。一方、化学平衡式は熱力学の化学ポテンシャルから導出された式も質量作用の法則に基づいた式も同一の式となるので常に成立する。これは後にファント・ホッフにより熱力学の観点から厳密に証明された。
実際には、グルベルグとボーゲが仮定したように化学量論係数（p ,q , ...）と速度式のべき係数とは必ずしも一致しないが、巨視的現象としては一般に反応速度は物質量（またはモル濃度）のべき関数で表現される。

## 定常状態法
1922年イギリスのフレデリック・リンデマンやデンマークのJ・A・クリスチャンセン (J. A. Christiansen) は、次のように衝突モデルを拡張することで1次反応を説明付けた。つまり、非弾性衝突自体は対称な過程であり内部エネルギーが増大した分子が再衝突により内部エネルギーを運動エネルギーとして奪い去られることは可能である。内部エネルギーが増大した励起分子A* と定常状態の分子Aとが変換する速度に対して、励起分子A* が目的の1次反応を引き起こす速度が十分に遅いならばA* とAとの間に平衡が存在していると仮定することができる。
{\displaystyle {\ce {{A}+{A}<=>[k_{1}][k_{-1}]{A^{\ast }}+{A}}}}
{\displaystyle {\ce {{A^{\ast }}->[k_{2}]{X}}}}
化学平衡式の定義より{\displaystyle k_{1}[{\rm {A}}]^{2}=k_{-1}[{\rm {A}}^{*}][{\rm {A}}]}であるから、
{\displaystyle [{\rm {A}}^{*}]={\frac {k_{1}}{k_{-1}}}[{\rm {A}}]}
生成したA* が一定速度でXへと反応するならば、反応速度v は励起分子のモル濃度[A*]で表されるので、
{\displaystyle v={\frac {\mathrm {d} [{\rm {X}}]}{\mathrm {d} t}}=k_{2}[{\rm {A}}^{*}]={\frac {k_{2}k_{1}}{k_{-1}}}[{\rm {A}}]}
となり、1次反応の速度式が導出される。
このようにクリスチャンセンが開発した、励起分子や反応中間体の生成に平衡が存在して、反応中間体等の濃度は時間変化しないと仮定して反応速度式を近似する手法は定常状態法（ていじょうじょうたいほう、method of steady state）と呼ばれる。

## 遷移状態理論
衝突説を基に構築された反応速度論は、分子の反応させる原動力であるエネルギーがどのように供給されるかを明確にしたり巨視的な反応速度式の振る舞いを導出できたものの、実際に分子の結合がどのように組み変わって新しい分子が生成するかという化学反応の本質部分については明確な示唆を与えることができない。すなわち、反応速度式の立体因子や活性化エネルギーの成り立ちについては別のモデルによる理論構築が必要となる。
反応において活性錯合体の存在を想定して、活性錯合体が存在する遷移状態の振る舞いに関する物理化学的理論体系を遷移状態理論と呼ぶ。遷移状態理論による熱力学的な解析により、立体因子と活性化エネルギーが持つ意味や反応機構の物理学的妥当性を明確にすることができる。遷移状態理論の成り立ちにおいては古典的な熱力学により定式化されたが、遷移状態理論で用いられたモデルを量子化学的に拡張することで、分子動力学へと展開した。

### 活性錯合体
活性錯合体とは遷移状態理論においてモデル化された、化学反応の素反応（過程）において原系（反応物側の系）と生成系（生成物側の系）へと連続的に変化する分子（または原子）の複合体（一時的な結びつきを持った集合体）である。反応中間体や遷移状態と呼ばれる状態がこれにあたる。
活性錯合体では結合あるいは乖離する分子（または原子）間の距離は様々に変化するが、その距離の変化に応じて、様々なポテンシャルエネルギーの値をとる。ポテンシャルエネルギーは厳密にはエントロピー変化を考慮して、ギブス自由エネルギー（定圧過程の場合）あるいはヘルムホルツ自由エネルギー（定積の場合）で表される。
一般に反応の遷移状態を表現する原子配置（内部座標）とポテンシャルエネルギーの関係を表したポテンシャルエネルギー曲面において、化学反応は原系から生成系へとポテンシャルエネルギーが局所的に最小となる経路を通過する。この反応が通るポテンシャルエネルギー曲面の経路が反応座標であり、狭義では活性錯合体は反応座標におけるポテンシャルエネルギーの極大点の状態を指す。

### 絶対反応速度論
遷移状態理論のモデルに基づいて、ハンガリー生まれのマイケル・ポランニーとイギリスのエヴァンス (M. G. Evans) あるいはハンガリー生まれのユージン・ウィグナーとアメリカのヘンリー・アイリングは反応速度論を発展させた。特にアイリングは1935年に、反応速度の絶対値が理論的に求められる反応速度論であることから絶対反応速度論（theory of absolute reaction rates）と呼んだ遷移状態理論で体系付けた。今日の分子動力学はアイリングの絶対反応速度論にその源流を求めることができる。
今、つぎの反応
{\displaystyle {\rm {A+BC\longrightarrow AB+C}}}
について考えるとき、絶対反応速度論では反応速度v は反応座標系で活性錯合体（遷移状態）を通過する頻度νと活性錯合体のモル濃度[A…B…C*]の積で定義される。アイリングは原系（A + BC）と活性錯合体（A…B…C*）はどの反応座標を通過するかの自由度は持つものの原系とは化学平衡の状態にあると仮定する。その場合、頻度νは遷移状態を通過する平均速度で表すことができる。
{\displaystyle \nu =k_{\mathrm {B} }{T}/h}
したがって反応速度k は次のように表現される：
{\displaystyle k=\kappa \nu K^{\ddagger }}
ここで、κは透過因子（補正係数）である。速度係数{\displaystyle K^{\ddagger }}は化学平衡式より
{\displaystyle K^{\ddagger }={\frac {[{\rm {A}}\cdots {\rm {B}}\cdots {\rm {C}}^{*}]}{[{\rm {A}}][{\rm {BC}}]}}}
の関係にあり熱力学の化学平衡とギブスエネルギーの関係式より次のように展開される。
{\displaystyle {\begin{aligned}k&=\kappa \left(k_{B}{\frac {T}{h}}\right)K^{\ddagger }\\&=\kappa \left(k_{B}{\frac {T}{h}}\right)\exp \left(-{\frac {\Delta G^{\ddagger }}{RT}}\right)\\&=\kappa \left(k_{B}{\frac {T}{h}}\right)\exp \left(-{\frac {\Delta H^{\ddagger }}{RT}}\right)\exp \left({\frac {\Delta S^{\ddagger }}{R}}\right)\end{aligned}}}
ここで、
{\displaystyle \Delta G^{\ddagger }}: 活性化自由エネルギー
{\displaystyle \Delta H^{\ddagger }}: 活性化エンタルピー
{\displaystyle \Delta S^{\ddagger }}: 活性化エントロピー
である。アイリングの絶対反応速度論は改良が試みられて、一般化した遷移状態理論（いっぱんかしたせんいじょうたいりろん、generalized transition state theory）とも呼ばれる。たとえば、
1. 透過係数 κ はアイリングは特に言及せず一般的には{\displaystyle \kappa \simeq 1}としたが、今日では量子化学的に解釈されトンネル効果の補正や一旦ポテンシャルエネルギー極大を超えた後に原系に戻る頻度を表している。
2. アイリングは原系の状態とポテンシャルエネルギー曲面とは無関係と考えたが、実際には原系のエネルギー状態により遷移状態（ポテンシャルエネルギー極大点）の曲面上の位置が変化する。
3. 原系のエネルギーが大きくなると、遷移状態付近の曲率が小さくなり（ボトルネックが広くなる）ので、極大を超えた後に原系に戻る頻度が増大する。

などの点がアイリングの論とは異なる。